# مبدع بن هرم
مبدع بن هرم من ولد عوص بن إرم بن سام بن نوح شخصية عربية، ذُكرَت في كتاب جمهرة أشعار العرب، لأبي زيد القرشي إذ ذكر اسمه من بين عدد من أوائل عن قال الشعر، بعد أن ذكر أن الشعر كان معروفًا لدى العرب السابقة مثل قوم ثمود وعاد، وغيرهم. وربما ورد ذكره ليس بوصفه أول من قال الشعر، بل من بين الأوائل المعروفين لدى العرب.

## النص مُقتبسًا
«ومن ذلك قول مبدع بن هرم من ولد عوص بن إرم بن سام بن نوح، عليه السلام، وكان من مسلمي ثمود، فقال يذكر الناقة وفصيلها:
قال مبدع، حين أخذته الصيحة: نعوذ بالله من ذلك.»

## طالع أيضًا
- معاوية بن بكر بن الحبتر